# Narración de historias

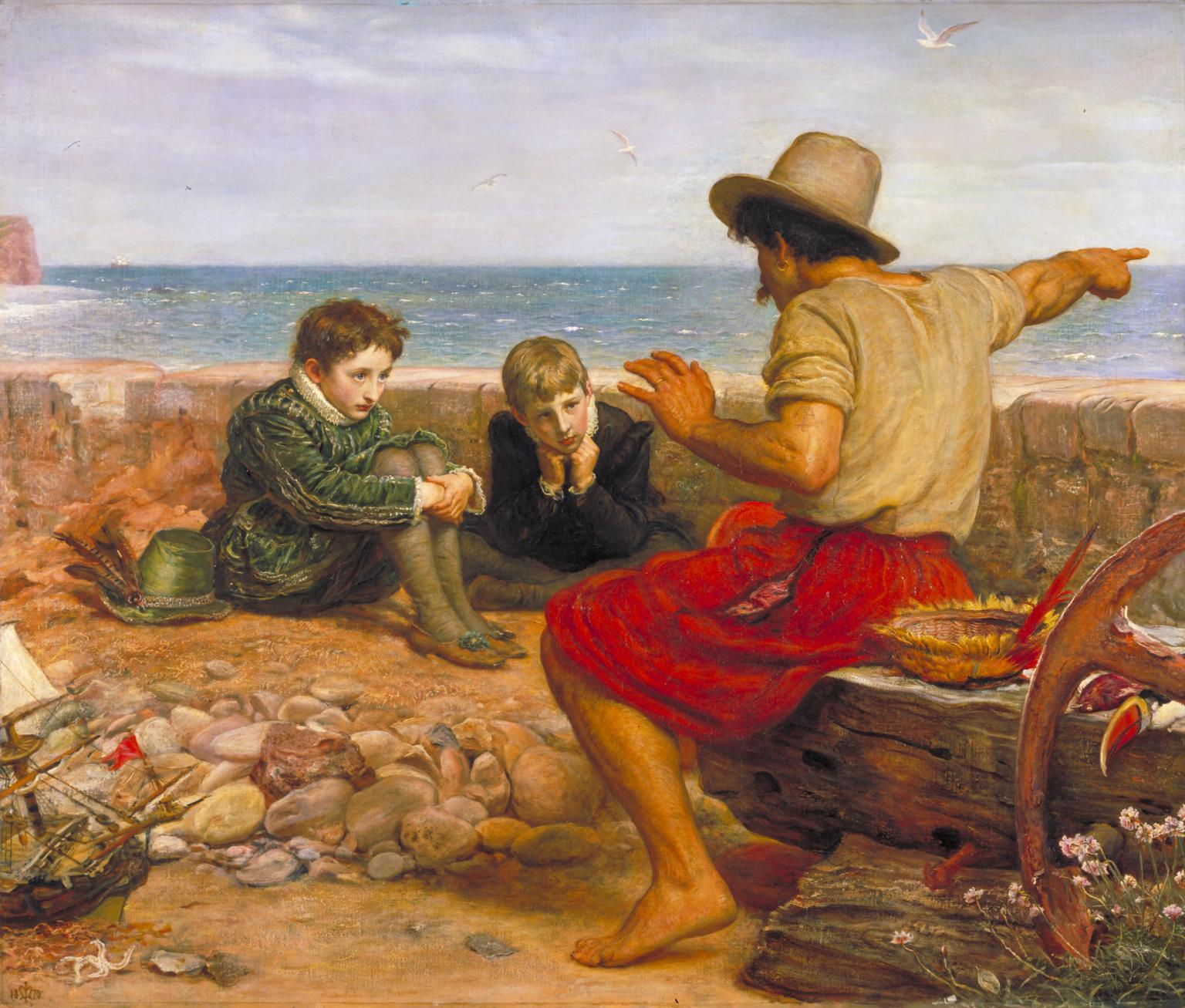
Marinero le cuenta una historia al joven Walter Raleigh.

La narración de historias, o simplemente narración, es el acto de transmitir relatos usando palabras o imágenes, habitualmente mediante la improvisación y recurriendo a distintos adornos estilísticos. Las historias o narraciones se han compartido en todas las culturas como medio para entretener, educar, mantener la cultura o inculcar un sistema de valores morales. Los elementos esenciales en el acto de contar historias son argumento, personajes y punto de vista narrativo.

## Perspectiva histórica

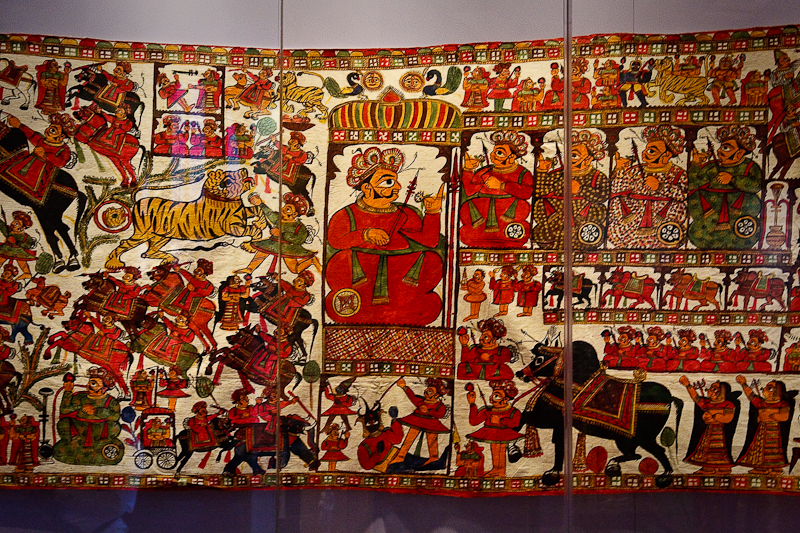
es una epopeya oral que cuenta las hazañas del héroe-deidad popular.

La narración de historias es anterior a la escritura, apareciendo al principio como una mezcla de relato oral, gestos y expresiones. Además de formar parte de los rituales religiosos, el arte rupestre puede haber servido como forma de contar historias en muchas culturas primitivas. Los aborígenes australianos pintaban símbolos en las paredes de las cuevas como método para que el narrador de historias recordara el argumento. La historia discurría entonces combinando la narración oral, música, arte rupestre y danza, lo que transmitía un conocimiento y significado de la existencia humana a través del recuerdo y la representación de historias. También se han esculpido los troncos de los árboles para grabar historias en forma de símbolos o escritura. Diseños complejos de tatuajes pueden tomar también la forma de narraciones, con información acerca de la genealogía, la afiliación o el estatus social.   
Con la llegada de la escritura y el uso de medios estables y portátiles, las historias eran grabadas, transcritas y compartidas en amplios territorios. Las historias se han tallado, esculpido, pintado, impreso o tintado en madera, bambú, marfil, así como en huesos, cerámica, pieles, papel, seda, o grabados en película fotográfica y almacenados en formato digital. Las historias orales se siguen memorizando y pasan de generación en generación, a pesar de la creciente popularidad de los medios escritos y televisados en gran parte del mundo.

## Narración de historias en la actualidad
Contar historias en los tiempos modernos ha adquirido nuevos significados. Además de sus formas tradicionales (cuentos de hadas, cuentos populares, mitología, leyendas, fábulas, etc.), encontramos la narración como forma de transmitir los hechos históricos, la biografía de una persona, los comentarios políticos o la evolución de las normas culturales. 
La narración moderna también se utiliza ampliamente con fines educativos. Los nuevos medios de expresión y comunicación han creado nuevas formas para que las personas registren, propaguen y consuman las historias. 
Las herramientas para la comunicación asíncrona entre grupos proporcionan un entorno donde los individuos pueden transformar o reformular sus propias historias personales en narraciones grupales. Un ejemplo es la red social de fotografía Instagram, que con su concepto de fotografía popular está favoreciendo la proliferación de contar historias entre sus usuarios y en blogs especializados.
Los juegos y otras plataformas digitales pueden utilizarse para posicionar a un usuario como un personaje dentro de un mundo mayor. Los documentales, incluyendo los documentales interactivos en Internet, emplean las herramientas narrativas para transmitir la información sobre el tema que tratan.

## La narración de historias y el aprendizaje
La narración de historias es una forma de compartir e interpretar experiencias. Las historias son universales, en el sentido de que pueden tender puentes culturales, lingüísticos y generacionales. Pueden ser utilizadas como método para enseñar ética, valores, y normas y diferencias culturales. El aprendizaje es mucho más efectivo cuando tiene lugar en ambientes sociales que proporcionan auténticas pistas sobre cómo se debe aplicar ese conocimiento. Así, las historias funcionan como herramienta de transmisión del conocimiento en un contexto social. 
El conocimiento humano se basa en historias y el cerebro humano está compuesto por la maquinaria cognitiva necesaria para reconocer, recordar y contar dichas historias. Las historias se asemejan al pensamiento humano en el sentido de que las personas piensan en estructuras narrativas y la mayoría de las veces recuerdan los datos bajo la forma de una narración. Los hechos se pueden comprender como una versión más pequeña de una historia más grande, con lo que la narración puede ser un complemento del pensamiento analítico. 
Las historias tienden a basarse en experiencias, pero aprender de una experiencia no es automático. Normalmente una persona intenta primero contar la historia de esa experiencia antes de advertir su auténtico valor. En este caso, no aprende solo el que escucha, sino que es el narrador el que también se da cuenta de sus propias experiencias y antecedentes. Este proceso de narración da mucha seguridad porque el narrador efectivamente transmite unas ideas y, con la práctica, es capaz de demostrar el potencial de un logro humano concreto. La narración de historias aprovecha el conocimiento existente y tiende puentes tanto a nivel cultural como motivacional para encontrar una solución.  
Las historias son una herramienta efectiva en educación porque los que las escuchan se sienten implicados y, por lo tanto, las recuerdan. La narración de historias puede verse como la base fundacional del aprendizaje y la enseñanza. Mientras que el que escucha se sienta implicado, será capaz de imaginar nuevas perspectivas, y se verá inspirado por experiencias transformadoras basadas en la empatía. Esto requiere que el individuo se implique activamente en la historia a la vez que observa, escucha y participa con un nivel mínimo de orientación.
Escuchar a un narrador puede crear conexiones personales duraderas, facilitar la resolución de problemas innovadora y fomentar una comprensión compartida de debates futuros. Tanto el narrador como el que escucha pueden emprender conjuntamente la búsqueda de las mejores prácticas y dar con nuevas soluciones. Dado que las historias tienen distintas capas de significado, el que escucha tiene normalmente que prestar mucha atención para identificar el conocimiento subyacente del relato.
La narración se utiliza como una herramienta para enseñar a los niños la importancia del respeto a través de la práctica de escuchar. Sirve también para conectar a los niños con su entorno a través del tema de las historias y les aporta autonomía al poder utilizar las frases y conceptos repetidos en ellas. Con la narración de historias se les inculca el respeto a cualquier tipo de vida, el valor de la interconexión y cómo aumentar la resiliencia.  
Solo recientemente se han publicado estudios científicos que demuestran el potencial de contar historias en procesos de aprendizaje, especialmente su capacidad para influir positivamente en el desarrollo de la teoría de la mente (el entendimiento de los estados mentales de los demás) en los niños y en los jóvenes.

## La narración de historias en los negocios
Para muchas organizaciones el emplear las técnicas de narración de historias es un camino mucho más atractivo y efectivo que centrarse solamente en datos y estadísticas. El éxito en las comunicaciones empresariales depende cada vez más de las historias que se crean para poder influir en empleados, socios, accionistas o clientes.
Para los gestores la narración de historias es una vía importante para resolver conflictos, abordar asuntos pendientes, y hacer frente a los retos. Se puede utilizar el discurso narrativo cuando la acción directa está desaconsejada o es imposible.
En una discusión grupal contar una narración colectiva puede ayudar a influir en algunas personas y a unificar el grupo al unir el pasado con el futuro. En las reuniones, es preferible manejar relatos que argumentos abstractos o analizar estadísticas. 
La narración de historias se utiliza cada vez más en el ámbito de la publicidad para aumentar la fidelidad de los clientes. Según Giles Lury esta tendencia del marketing encuentra su eco en la profunda necesidad del ser humano de encontrar entretenimiento. Las historias son ilustrativas, se recuerdan con facilidad y permiten a cualquier empresa crear profundos lazos emocionales con sus clientes. 
Según un estudio de Nielsen, los consumidores desean más conexión personal a la hora de buscar información. El cerebro humano se muestra más activo con una narración que con cifras frías y sin contexto. Cuando se trabaja directamente con datos, solo las partes dedicadas al lenguaje en el cerebro se muestran activas. Pero cuando se lee una historia, no solo se activan esas zonas, sino que lo hacen igualmente otras partes que usaríamos si estuviéramos directamente experimentando la situación que estamos leyendo.

## Narración de historias y comunicación
La narración de historias aplicada al mundo de la comunicación es la creación de un discurso que represente los valores de la empresa o su identidad de marca, atraiga al perfil de consumidor objetivo y resulte atractiva a los ojos de la audiencia.
Por ejemplo, la empresa de productos de consumo P&G creó para los Juegos Olímpicos de Londres 2012 el discurso de marca «Gracias, mamá». Este concepto resaltaba los valores de protección, amor, lucha y orgullo que la marca defiende, haciendo un paralelismo entre P&G y las madres. De este concepto (el discurso de marca o narración) surgieron varias historias, materializadas en vídeos promocionales que contaban la experiencia de diferentes madres alrededor del mundo que apoyaban a sus hijos deportistas. El concepto tuvo tanto éxito que la empresa P&G creó nuevas historias bajo el mismo discurso en sucesivas ediciones de los Juegos Olímpicos.
La incorporación tanto de macrodatos como de microdatos a los mensajes de marca está permitiendo desarrollar campañas donde los datos son empleados como recurso creativo para enriquecer el storytelling de la marca, pero también en campañas donde el storytelling es utilizado como recurso creativo capaz de humanizar y hacer relevantes estos datos.
En la comunicación política, hay un paso desde storytelling (relatar con palabras) al storydoing (relatar con hechos)